# Geonoma telesiana
Geonoma telesiana är en enhjärtbladig växtart som beskrevs av Lorenzi. Geonoma telesiana ingår i släktet Geonoma och familjen Arecaceae. Inga underarter finns listade i Catalogue of Life.